# Bassy
Bassy ist eine französische Gemeinde im Département Haute-Savoie in der Region Auvergne-Rhône-Alpes.

## Geographie
Bassy liegt auf 316 m, in der Nähe von Seyssel, etwa 25 km westnordwestlich der Stadt Annecy (Luftlinie). Das Bauerndorf erstreckt sich auf einem Plateau, das steil zur Rhone abfällt, oberhalb der Mündung der Usses in die Rhône, am Ostfuß des Juras, im Genevois.
Die Fläche des 7,57 km² großen Gemeindegebiets umfasst einen Abschnitt des westlichen Genevois. Eingefasst wird das Gebiet im Westen und Südwesten durch die Rhône, die hier in einem deutlich in die Umgebung eingeschnittenen Tal fließt, und im Südosten durch die Talniederung des Usses. Von diesen Flussläufen erstreckt sich das Gemeindeareal nordwärts über einen sanft ansteigenden Hang. Unterhalb von Challonges wird mit 442 m die höchste Erhebung von Bassy erreicht.
Zu Bassy gehören neben dem eigentlichen Ortskern auch mehrere Weilersiedlungen und Gehöfte, darunter:
- Veytrens (365 m) am Hang unterhalb von Challonges
- Chez les Métral (385 m) auf dem Plateau östlich des Rhônetals

Nachbargemeinden von Bassy sind Challonges im Norden, Usinens im Nordosten, Seyssel im Südosten sowie Corbonod und Chanay im Westen.

## Geschichte
Das Gemeindegebiet von Bassy war bereits im Neolithikum und während der Römerzeit besiedelt. Der Ortsname geht auf den gallorömischen Geschlechtsnamen Bassius zurück und bedeutet Landgut des Bassius. Im Jahre 1793 wurde die vorher selbständige Gemeinde Veytrens nach Bassy eingemeindet.

## Sehenswürdigkeiten
Die Dorfkirche, die auf einem felsigen Vorsprung über der Rhône steht, stammt aus dem 19. Jahrhundert. Nahebei befindet sich das ursprünglich mittelalterliche Schloss mit seinen drei Türmen, das im 18. und 19. Jahrhundert umgestaltet wurde.

## Bevölkerungsentwicklung
| Jahr                       | 1962 | 1968 | 1975 | 1982 | 1990 | 1999 | 2006 |
| Einwohner                  | 294  | 280  | 263  | 256  | 312  | 328  | 396  |
| Quellen: Cassini und INSEE |      |      |      |      |      |      |      |

Mit 398 Einwohnern (Stand 1. Januar 2022) gehört Bassy zu den kleinen Gemeinden des Département Haute-Savoie. Im Verlauf des 19. und 20. Jahrhunderts nahm die Einwohnerzahl aufgrund starker Abwanderung kontinuierlich ab (1861 wurden in Bassy noch 656 Einwohner gezählt). Seit Beginn der 1980er Jahre wurde jedoch wieder eine deutliche Bevölkerungszunahme verzeichnet.

## Wirtschaft und Infrastruktur
Bassy ist noch heute ein vorwiegend durch die Landwirtschaft geprägtes Dorf. Bassy liegt in der Weinbauregion Savoie. Weißweine aus der Rebsorte Altesse (lokal Roussette genannt) dürfen unter der geschützten Herkunftsbezeichnung Roussette de Savoie vermarktet werden. Für Weißweine anderer Rebsorten sowie Rotweine gilt die AOC Vin de Savoie. Daneben gibt es einige Betriebe des lokalen Kleingewerbes. Zahlreiche Erwerbstätige sind Pendler, die in den größeren Ortschaften der Umgebung ihrer Arbeit nachgehen.
Die Ortschaft liegt abseits der größeren Durchgangsstraßen. Lokale Straßenverbindungen bestehen mit Seyssel, Challonges und Desingy. Der nächste Anschluss an die Autobahn A40 befindet sich in einer Entfernung von rund 12 km.